# Jonathan Herrera
Jonathan Carlos Herrera (Buenos Aires, 16 settembre 1991) è un calciatore argentino, attaccante del Dep. Riestra.

## Caratteristiche tecniche
È un centravanti.

## Carriera
Nella stagione 2017-2018 si è laureato capocannoniere della Primera B Nacional segnando 13 reti (5 con il Dep. Riestra e 8 con il Ferro Carril Oeste.
Ha debuttato in Primera División il 28 luglio 2019 disputando con il Central Córdoba (SdE) l'incontro perso 2-0 contro il Newell's Old Boys.

## Palmarès

### Club

#### Competizioni nazionali
- Copa Argentina: 1

Patronato: 2022

### Individuale
- Capocannoniere della Primera B Nacional: 1

2017-2018